# Río Grande (fiume Perù)
Il Río Grande (o Río Grande de Nazca, o Río Nazca) è un fiume situato nel Perù sud-occidentale, nella provincia di Nazca, Regione di Ica. È la più importante risorsa idrica della Provincia di Nazca.
Nasce dalla confluenza dei fiumi Río Aja e Río Tierras Blancas; sulla stessa confluenza, sorge anche la città di Nazca.
Suoi affluenti sono il Río Ingenio, il Río Taruga e il Río Las Trancas.
Sfocia a estuario nell'Oceano Pacifico.